# Raven's Cry
Raven's Cry också känt som Vendetta: Curse of Raven's Cry är ett action/äventyrsspel från 2015, utvecklat av Reality Pump Studios och utgivet av TopWare Interactive till Windows, macOS och Linux.

## Handling
Christopher Raven är en ung man som tillsammans med sin familj reser från hemlandet Skottland för att skapa ett nytt liv i den nya världen. Drömmen blir dock kortlivad då skeppet de färdas på blir kapat av sjörövare utanför Jamaicas kust. Hela Ravens familj mördas och själv förlorar han sin vänstra hand men lyckas ändå komma undan. Efter att ha återhämtat sig ger sig Raven ut på jakt efter mördarna.

## Gameplay
Raven's Cry är en tredjepersonsskjutare där spelaren tar kontroll över Christopher Raven och får delta i allt från närstrider i djungler till strider mellan krigsfartyg på karibiska havets stormiga vatten. Till sitt förfogande har Raven en mindre arsenal med olika närstridsvapen som varierar från huggare till flintlåspistoler. 
Spelet innehåller även ett moralsystem som dömer spelarens gärningar under kampanjens gång.

## Mottagande
Spelet fick hård kritik från flera recensenter med bland annat ett betyg på 27/100 på Metacritic. Raven's Cry var även med på mångas listor över de sämsta spelen från 2015.
Internetsidan Gamespot gav Raven's Cry 1/10 och kritiserade även handlingen för att innehålla sexism och homofobi. 
Pump Studios har även blivit anklagade för att ha själva ha skrivit recensioner med syfte att visa det i ett bättre ljus.

## Vendetta: Curse of Raven's Cry
På grund av Raven's Crys dåliga mottagande släpptes en ny utgåva av spelet under titeln Vendetta: Curse of Raven's Cry. Reality Pump studios hävdade att denna nya utgåva skulle rätta till problemen som kritikerna lyfte fram. Utvecklarna lovade bland annat förbättrade animationer och gameplay samt nya röstskådespelare. Trots detta fick även denna version mycket negativ kritik.

## Rollista
| Karaktär                 | röst           |
| ------------------------ | -------------- |
| Christopher Raven        | Mark Strohman  |
| Charlotte                | Celine Wallace |
| Hammerhead Harry / Weedy | Dan Wicksman   |